# Alberto Palacio
Paz Martin Alberto de Palacio y Elissague (24. ledna 1856 Sare – 18. května 1939 Getxo) byl španělský architekt baskické národnosti. 

## Život
Pocházel z Lapurdie a vyrůstal v zámožné rodině, avšak v dětství osiřel. Navštěvoval jezuitskou školu a pak vystudoval architekturu v Barceloně. V letech 1882 až 1883 pobýval v Paříži, kde získal vzdělání v matematice a astronomii a seznámil se s Gustavem Eiffelem a Ferdinandem Arnodinem. Jeho tvorba spojuje tradici španělského historismu s novátorským využíváním oceli a skla, v tomto stylu projektoval Velázquezův palác a křišťálový palác v madridském parku Retiro, který vyzdobil keramik Daniel Zuloaga. Ve španělské metropoli bylo podle jeho návrhu postaveno také nádraží Atocha a sídlo Španělské banky. V roce 1893 spolu se svým bratrem, inženýrem Silvestrem Palaciem, projektoval Biskajský most přes řeku Nervión, který je nejstarším gondolovým mostem světa a byl zapsán mezi Světové dědictví. K oslavám 400 let od objevení Ameriky navrhl pro Světovou výstavu 1893 pomník Kryštofa Kolumba v podobě obří zeměkoule, který však nebyl z finančních důvodů postaven. Neprosadil ani další záměry, např. velký krytý most přes estuár v Bilbau nebo pomník baskické tradiční samosprávy v podobě zvětšeného Guernického stromu. Palaciova pozdní díla jsou nesena v duchu racionalismu jako továrna firmy Osram na Paseo de Santa María de la Cabeza v Madridu, na níž spolupracoval s Fanciskem Borrásem Solerem. 

## Galerie

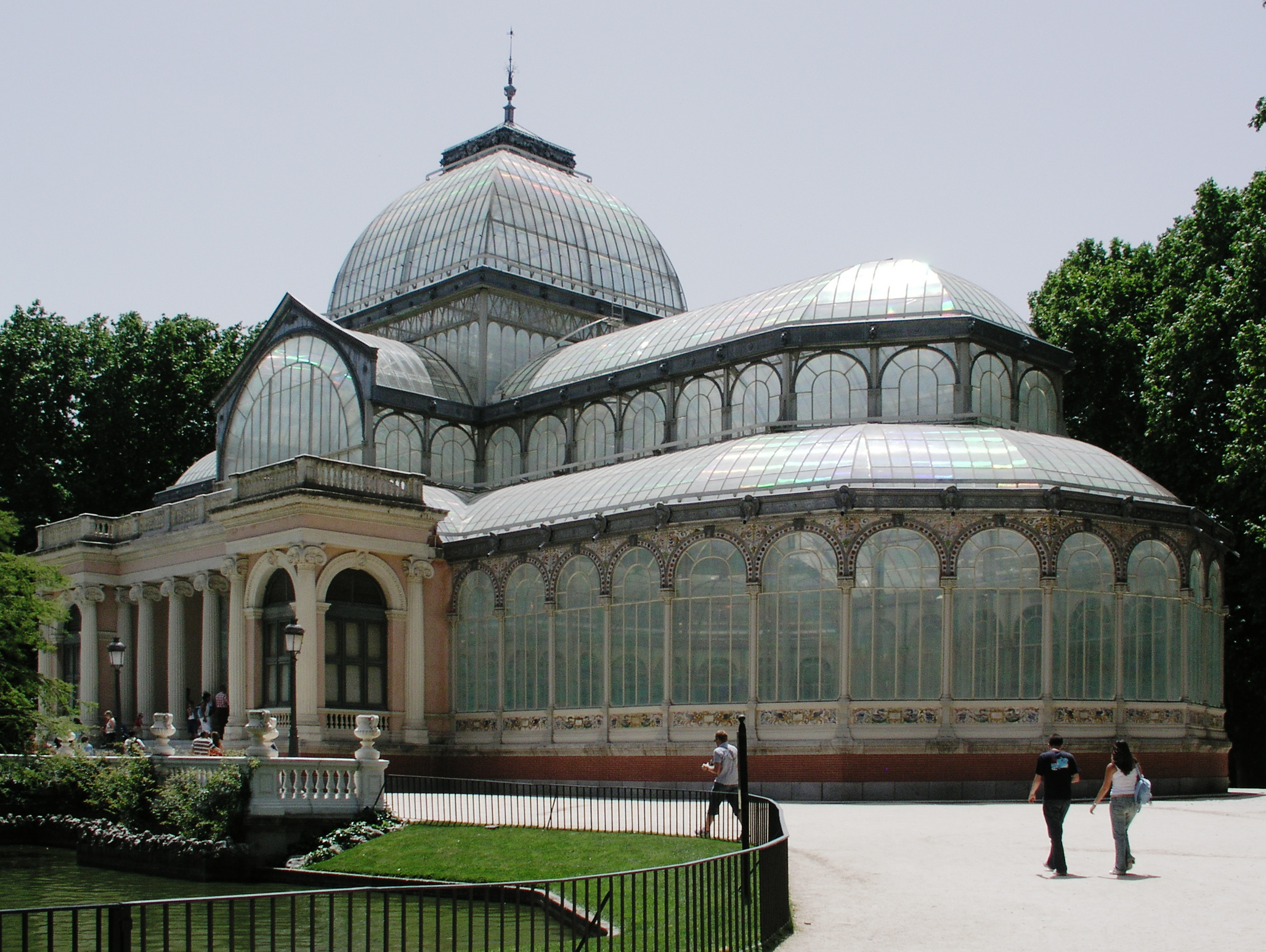
Křišťálový palác v parku Buen Retiro
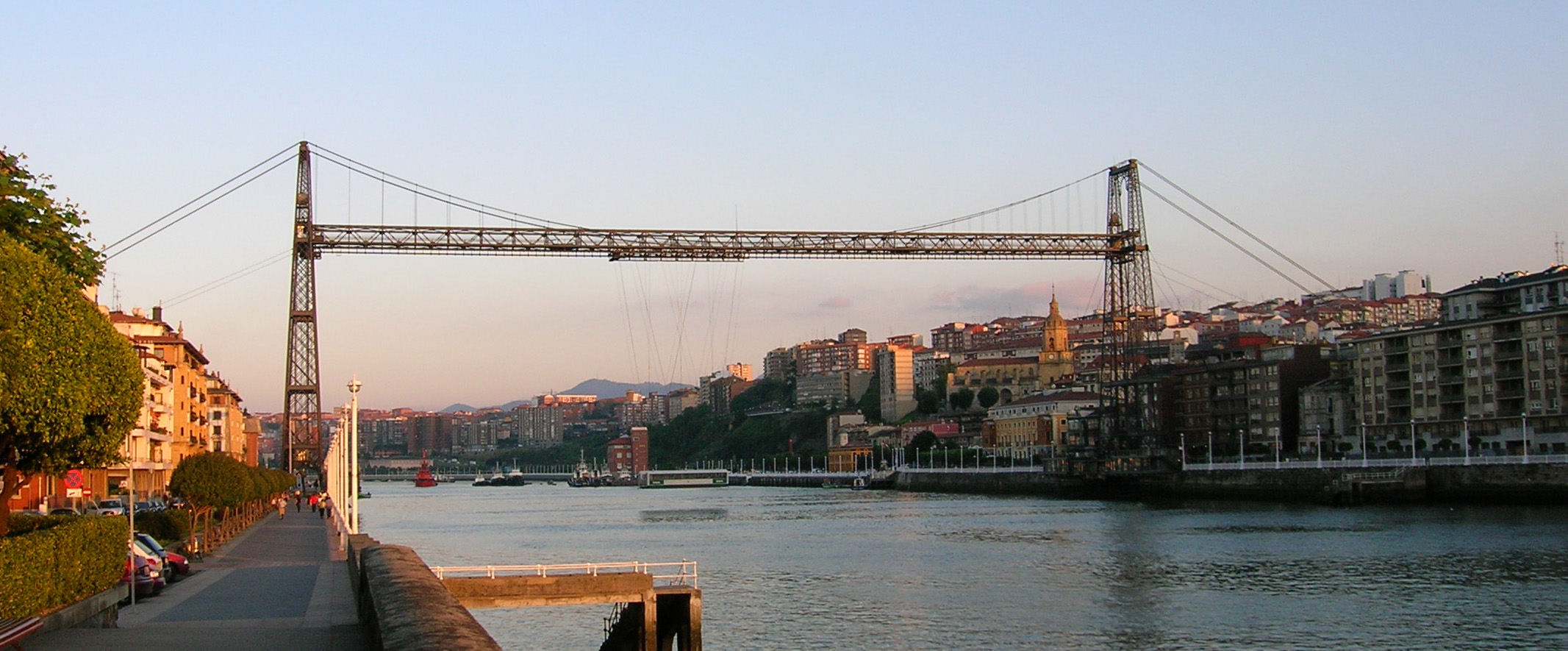
Biskajský most
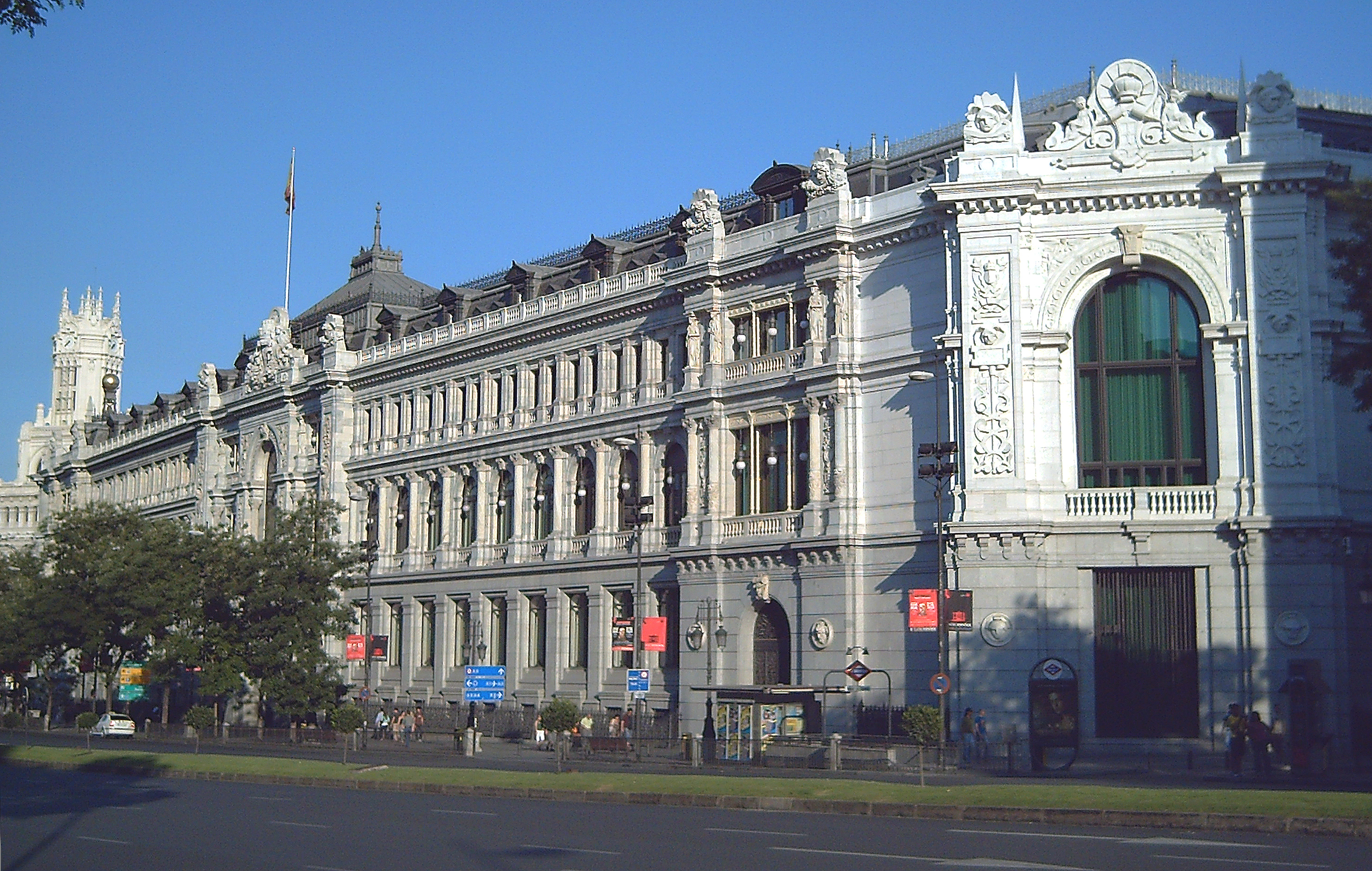
Banco de España
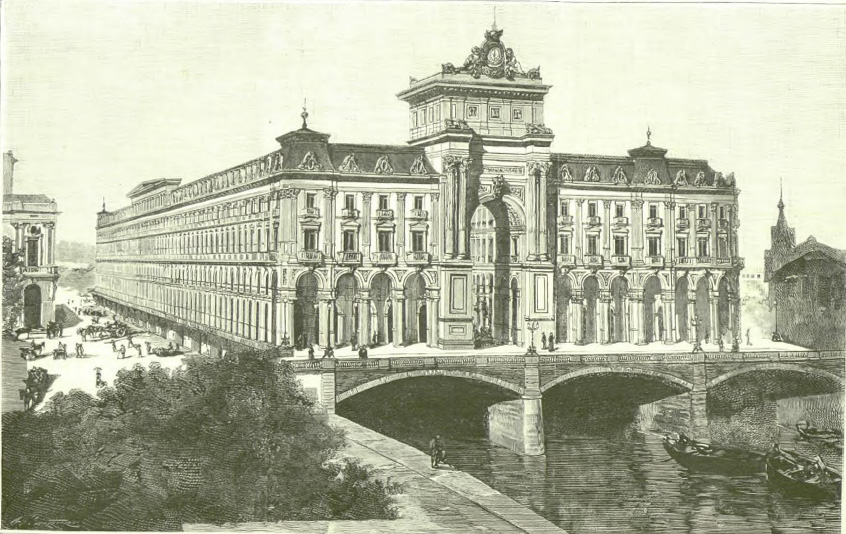
Nerealizovaný projekt mostu v Bilbau